# Дејвид Саутер
Дејвид Хекет Саутер (енгл. David Hackett Souter, Мелроуз, 17. септембар 1939 — Хопкинтон, 8. мај 2025) био је амерички правник и судија који је служио као придружени судија Врховног суда Сједињених Америчких Држава. Именовао га је Џорџ Х. В. Буш 1990, након повлачења Вилијама Бренана. Буш је прво желео да номинује Кларенса Томаса, али се предомислио јер Томас тада није имао довољно судијског искуства. Буш је по сваку цену желео да избегне борбу у Сенату око именовања, као што је био случај са Регановим кандидатом Робертом Борком, чије је именовање Сенат одбио. Ворен Радмен и бивши гувернер Њу Хемпшира Џон Сунуну предложили су Бушу Саутера, који је као судија био врло мало контроверзан, и врло мало се знало о његовим ставовима о контроверзним темама. Џон Сунуну је уверавао Буша и конзервативце да ће Саутер бити поуздан конзервативни судија. У једном чланку у Волстрит џурналу 10 година касније, Саутер је назван „либералним правником“, те се тврдило да је Радмен касније са поносом причао како је „продао“ Саутера лаковерном шефу особља Беле куће као поузданог конзервативца. Именовање Саутера је релативно лако потврђено у Сенату, 90 сенатора је гласало „за“, а само 9 „против“. Многи конзервативци сматрају Саутерово именовање највећом грешком Бушове администрације.
Саутер је био део либералног крила Суда. Током мандата у суду, Саутер се снажно противио присуству медија и снимању седница током изношења аргумената, оценивши да би медији извукли из контекста поједина питања, и да би процеси били исполитизовани.
Након његовог повлачења 2009, Барак Обама је на његово место именовао Соњу Сотомајор.